# Liste der russischen und sowjetischen Kriegsgräberstätten in Schleswig-Holstein
Die Liste der russischen und sowjetischen Kriegsgräberstätten nennt Kriegsgräberstätten aus beiden Weltkriegen.
Das Gräbergesetz in Deutschland garantiert die Unverletzlichkeit dieser Gräber. Deshalb sind sie manchmal auch als Einzelgrabanlage auf ansonsten abgeräumten Gräberfeldern zu finden. Die Kosten für die Grabpflege übernimmt die Bundesrepublik.

## Liste
- Russische und sowjetische Kriegsgräberstätten im Kreis Dithmarschen
- Sowjetische Kriegsgräberstätten in der Stadt Flensburg
- Russische und sowjetische Kriegsgräberstätten im Kreis Herzogtum Lauenburg
- Russische und sowjetische Kriegsgräberstätten in der Stadt Kiel
- Russische und sowjetische Kriegsgräberstätten in der Stadt Lübeck
- Russische und sowjetische Kriegsgräberstätten in der Stadt Neumünster
- Russische und sowjetische Kriegsgräberstätten im Kreis Nordfriesland
- Russische und sowjetische Kriegsgräberstätten im Kreis Ostholstein
- Russische und sowjetische Kriegsgräberstätten im Kreis Pinneberg
- Russische und sowjetische Kriegsgräberstätten im Kreis Plön
- Russische und sowjetische Kriegsgräberstätten im Kreis Rendsburg-Eckernförde
- Russische und sowjetische Kriegsgräberstätten im Kreis Schleswig-Flensburg
- Russische und sowjetische Kriegsgräberstätten im Kreis Segeberg
- Russische und sowjetische Kriegsgräberstätten im Kreis Steinburg
- Russische und sowjetische Kriegsgräberstätten im Kreis Stormarn